# Авалокитешвара
Ава́локитешва́ра (санскр. अवलोकितेश्वर IAST: Avalokiteśvara, «Владыка, милостиво взирающий на существа») — бодхисаттва буддизма махаяны, «будда сострадания», эманация будды Амитабхи. Одна из самых популярных фигур буддийского пантеона махаяны.
Культ Авалокитешвары начал зарождаться в I веке на севере Индии во времена Кушанской династии. По одной из диффузионных теорий, бодхисаттвы и дэвы махаяны заимствовались и адаптировались из других религиозных движений, а по другим представлениям, они возникли как обожествление, олицетворение буддийских принципов, так, например, Авалокитешвара стал олицетворением сострадания   (санскр. - каруна)  Будды Шакьямуни.
Из Индии культ Авалокитешвары распространился по странам Азии. Бодхисаттва обретал популярность у верующих под разными именами, в мужском или женском облике, в мирном или гневном образе. Так, в Индии он известен как «Авалокитешвара» (это его «первоначальное» санскритское имя), в Китае как Гуаньинь, в Японии как Каннон, в Тибете как Ченрезиг, в Монголии и России как Арья-Боло или Хоншим.
В буддийском искусстве, в буддийских текстах встречается бесчисленное множество форм, в которых изображается или описывается Авалокитешвара. Наиболее распространённая форма изображения Авалокитешвары — с четырьмя, шестью или тысячей рук, с одним или одиннадцатью ликами, с лотосом в руке.
Среди верующих распространено представление о том, что Авалокитешвара может воплощаться как в различных божеств, в том числе небуддийских религий, так и в людей. Например, в тибетском буддизме воплощением Ченрезига считаются далай-ламы.

## Эпитеты
Другие его санскритские эпитеты — Падмапа́ни (санскр. पद्मपाणि, IAST: padmapāṇi, «держащий лотос») и женская ипостась — Манипадма (санскр. मणिपद्मा, IAST: maṇipadmā, «держащая драгоценность (жемчужину) и лотос»). Именем Авалокитешвары является Махакаруника («Великий Сострадающий», санскр. «каруна» — «сострадание»).
В восточноазиатском буддизме махаяны  бодхисаттва Авалокитешвара ассоциируется с женскими его проявлениями под именами (соответствуют санскритскому «Авалокитешвара» — «Владыка взирающий-внемлющий») Гуань Инь в Китае, Кваным (кор. 관음) в Корее, Куан-ам (вьет. Quan Âm) во Вьетнаме, Каннон в Японии, — они выступают одними из самых почитаемых представителей буддийского (махаянского) пантеона.

## Мантра
Один из главнейших атрибутов Авалокитешвары — шестисложная мантра «Ом мани падме хум», из-за которой бодхисаттву иногда называют Шадакшари («Господом Шести Слогов»). Повторение этой мантры с использованием чёток — самая популярная религиозная практика в тибетском буддизме.
Кроме того, существует популярная в Восточной и Юго-Восточной Азии
«Маха Каруна Дхарани Сутра» кит. «千手千眼觀世音菩薩廣大圓滿無碍大悲心陀羅尼經», где излагается известная Мантра великого сострадания кит. 大悲咒, состоящая из восьмидесяти четырёх слогов. Её Авалокитешвара читает перед собранием Будд и Бодхисаттв и объясняет её происхождение и функции.

## Описание
Вот одно из описаний Авалокитешвары:

Белого цвета, он имеет различные аспекты  проявления.
 Его первые две руки сложены вместе у сердца в жесте, умоляющем всех Будд и Бодхисаттв
 о заботе и покровительстве над всеми живыми существами и избавления их от страдания.
 В них он держит Драгоценность, исполняющую желания — символ бодхичитты.
 В другой правой руке Авалокитешвара держит хрустальные чётки, символизирующие 
 его способность освобождать всех   существ от сансары через практику начитывания
 шестисложной мантры «Ом мани падме хум».
 В левой руке он держит стебель синего лотоса утпала,
 символизирующего его безупречную и сострадательную мотивацию.
 Полностью расцветший цветок утпала и два бутона показывают,
 что сострадательная мудрость Авалокитешвары пронизывает прошлое, настоящее и будущее.
 На левое плечо Авалокитешвары наброшена шкура дикого оленя, символизирующая добрый и нежный
 характер сострадательного бодхисаттвы и его способность подчинять заблуждения.

## Легенда
Авалокитешвара родился из света глаз Амитабхи («Будды Бесконечного Света») и принял форму ребёнка на лотосе в Стране Блаженства. Его усыновил царь Зангпочок и нарек его именем Падма Ньингпо (Сердце Лотоса). Когда он увидел страдания людей он заплакал и из его слезы родилась Тара.

Легенда гласит, что Авалокитешвара некогда дал монашеский обет спасти всех живых существ от пут сансары, но когда он понял, насколько трудна эта задача, голова его не выдержала и раскололась на одиннадцать частей.
Будда Амитабха и бодхисаттва Ваджрапани, видя это, восстановили тогда тело Авалокитешвары, придав ему новую форму с тысячью руками и одиннадцатью головами, в таком виде Великий Сострадающий стал очень мощным.

## Значение Авалокитешвары в буддизме махаяны

### Махаяна
В соответствии с доктриной Махаяны, Авалокитешвара является бодхисаттвой, давшим великий обет выслушать молитвы всех существ, обладающих природой Будды, обратившихся к нему в часы страданий, и отказаться от собственной сущности Будды до тех пор, пока он не поможет каждому существу достигнуть нирваны. Традиционно с Авалокитешварой связывают «Сутру Сердца» и некоторые пассажи «Лотосовой сутры».

### Проявления Авалокитешвары
Авалокитешвара проявляется в различных формах:
| Санскрит                                                                         | Китайский | Японский       | Значение                             | Описание                                                                                             |
| -------------------------------------------------------------------------------- | --------- | -------------- | ------------------------------------ | --- |
| अमोघपाश (IAST: Amoghapāśa) — Амогхапаша                                            | 不空羂索  | фуку: кэндзяку | Держащий не знающий промаха аркан    | |
| भृकुटि (IAST: Bhṛkutti) — Бхр(и)кути                                                |           |                | Свирепоокий                          | Как и предыдущий эпитет, перекликается с эпитетом Парнашабари (охотник, преследователь)              |
| चिन्तामणिचक (IAST: Cintāmaṇi-cakra) — Чинтамани-чакра                                | 如意輪    | нёирин         | Держащий драгоценный камень и колесо | Держит камень чинтамани                                                                              |
| एकादशमुख (IAST: Ekādaśamukha) — Экадашамукха                                       | 十一面    | дзю: итимэн    | Одиннадцатиголовый                   | Каждая из десяти «дополнительных» голов обучает одному из десяти уровней существования               |
| हयग्रीव (IAST: Hayagrīva) — Хаягрива                                               | 馬頭      | бато:          | С лошадиной головой                  | одновременно бодхисаттва и царь мудрости                                                             |
| पाण्डरवासिनी (IAST: Pāṇḍaravāsinī) — Пандаравасини                                    | 白衣      | бякуэ          | В белом облачении                    | прямой предок Гуань Инь                                                                              |
| IAST: Parṇaśabarī — Парнашабари                                                  |           |                | В покрове из листьев                 | |
| रक्त षडक्षरी (IAST: Rakta ṣaḍakṣarī) — Ракта Шадакшари                              |           |                | Господин шести слогов                | |
| सहस्रभुज सहस्रनेत् (IAST: Sahasra-bhuja Sahasra-netra) — Сахасра-бхуджа Сахасра-нетра | 千手千眼  | сэндзюсэнган   | Тысяча рук, тысяча глаз              | Очень популярная форма: всё видит и всем помогает                                                    |
| श्वेतभगवती (IAST: Śvetabhagavatī) — Шветабхагавати                                  |           |                | Сиятельный                           | |
| उदकश्री (IAST: Udaka-śrī) — Удака-шри                                              |           |                | Благоводный                          | В Махавайрочана-сутре Авалокитешвара описывается подающим из своего лотоса (или рук) воду страждущим |

## Тибетский буддизм
В Тибете Авалокитешвара известен как «Ченрезиг» (тибетский перевод санскритского слова «Авалокитешвара» — «Владыка Взирающий»). В тибетской буддийской школе Карма Кагью проявлением бодхисаттвы Авалокитешвары считается духовный лидер этого религиозного движения — Кармапа. А в школе Гелуг проявлением этого бодхиставы является Далай-лама. Ранее перерождением Ченрезига считался тибетский царь Сонгцен Гампо

## Известные изображения
Одна из известных статуй Авалокитешвары высотой 26 метров (Мэгжид Жанрайсэг) расположена в монгольском монастыре Гандантэгченлин. Ещё более высокая статуя этого будды высотой 108 метров (Статуя Гуаньинь) расположена на китайском острове Хайнань. В 2022 году в российской Бурятии появилась 41-метровая статуя Арьяа Баалы (Авалокитешвары). В Таиланде этот образ представлен в виде фонтана в парке Муанг Боран.